# Сун Аксельссон
Міньо́н (Сун) Вальге́йде А́ксельссон-Пі́пер (швед. Mignon Sun Walheide Axelsson Piper, нар. 10 серпня 1935, Гетеборг, Швеція — пом. 14 січня 2011, Стокгольм, Швеція) — шведська письменниця, перекладачка й критик. Відома передусім завдяки роману «Медові вовки», який у 1990 році екранізувала Крістіна Улофсон.

## Життєпис
Сун була наймолодша дочка в родині міського садівника Карла Едвіна і Міньон Аксельссонів. Закінчивши Стокгольмський університет (спеціальність «історія літератури»), вчителювала у стокгольмських школах і працювала журналісткою у виданнях BLM і Ord & Bild, а також у кількох денних і вечірніх газетах — Expressen, Aftonbladet і Stockholms-Tidningen. Публікувала критичні статті у виданнях Paletten і Chaplin. У 1963—1974 була одружена з англійським скульптором Майклом Пайпером (*1921).
Багато часу Аксельссон провела в Греції й країнах Латинської Америки. У 1960-х вона працювала в університеті Сантьяґо. Була у близьких стосунках із Ніканором Паррою, приятелювала з письменниками Пабло Нерудою, Хорхе Тейльєром, Енріке Ліном, Хорхе Едвардсом і з Віолеттою Паррою. У 1998 році Сун Аксельссон отримала від чилійського уряду відзнаку імені Ґабрієлі Містраль за заслуги перед чилійською культурою.
Свої враження письменниця передала у творах «Колиска вогню» й «Камені в роті», причому останню книжку видала під псевдонімом — Ян Улоф Гедлунд. Аксельссон була свідком перевороту в Чилі 1973 року й описала тодішні події у збірці «Терор у Чилі».
Опублікувавши збірки поезії, прозові твори та кілька перекладів іспанських письменників, 1978 року Аксельссон сповна заявила про себе автобіографічним романом «Мрії про життя». Це була перша частина трилогії. Наступними частинами стали «Медові вовки» і «Нічна пора року».
Письменниця переклала шведською мовою з іспанської, французької, англійської та грецької мов твори таких авторів, як Пабло Неруда, Федеріко Ґарсія Лорка, Хорхе Луїс Борхес, Гарольд Пінтер, Янніс Ріцос, Октавіо Пас, Хорхе Тейльєр, Тереса Кальдерон, Томас Гарріс, Серхіо Баділья Кастільйо, Хуан Камерон, Серхіо Інфанте і Карлос Хейвітс.
На Шведському радіо Сун Аксельссон, зокрема, у 1979, 1985, 1986 і 1993 роках була ведуча популярної програми Sommar («Літо»). Вона працювала також на Шведському телебаченні, для якого створила, з-поміж іншого, документальні фільми про письменників Артура Лундквіста і Пабло Неруду.
Письменниця одержала кілька літературних премій. Вона брала участь у багатьох фестивалях поезії — зокрема, у Римі, Лахті, Струзі (Югославія) і в містах Канади. Її твори перекладено англійською, грецькою, данською, ісландською, іспанською, нідерландською, норвезькою, сербською, фінською і французькою мовами.
Померла 14 січня 2011 року — внаслідок тривалої важкої хвороби.

## Оригінальні твори
- Mållös (1959), збірка віршів — «Без мети»
- Eldens vagga. Книжка про Чилі (1962) — «Колиска вогню. Книжка про Чилі»
- Väktare (1963), роман — «Сторожовий»
- Opera Komick (1965), роман — «Комічна опера»
- Stenar i munnen. En bok om Grekland (1969) (під псевдонімом Яна-Улофа Гедлунда) — «Камені в роті. Книжка про Грецію»
- In i världen (1974), збірка віршів — «Углиб світу»
- Terrorn i Chile (1974), збірка оповідань і статей, у співавторстві — «Терор у Чилі»
- Drömmen om ett liv (1978), роман — «Мрії про життя»
- Allt levande (1981), збірка віршів — «Усе живе»
- Honungsvargar (1984), роман (У 1997-му його інсценізував Даґ Нурґорд, у 1989-му цей твір екранізовано) — «Медові вовки»
- Sagan om en saga (1987), книжка для дітей — «Сага про сагу»
- Lek för en ensam hund (1998), книжка для дітей — «Забавка для самотнього собаки»
- Nattens årstid (1989), роман — «Нічна пора року»
- Jag har en själ i Paris (1990), роман — «Моя душа в Парижі»
- Vindarnas barn (1991), роман — «Дитя вітрів»
- Ljusets hotell (1991), збірка віршів — «Готель світла»
- Malvas hemlighet (1991), книжка для дітей — «Загадка мальви»
- Den första kärleken (1991), збірка оповідань — «Перше кохання»
- Tystnad och eko (1994), роман — «Тиша і відлуння»
- Svalornas tid (1996), збірка оповідань — «Час ластівок»
- Sand (1997), збірка віршів — «Пісок»
- Eget liv (2000), Drömmen om ett liv, Honungsvargar och Nattens årstid i samlingsvolym — «Своє життя» («Мрії про життя», «Медові вовки» і «Нічна пора року» в одному томі)
- Evighetens stränder (2001), роман — «Береги вічності»

## Переклади
- Den mjuka orkanen. Bonniers, 1961 — «Лагідний ураган» (Пабло Неруда). Вірші. З іспанської
- Biblioteket i Babel. Bonniers, 1963 — «Бібліотека у Вавилонській вежі» (Хорхе Луїс Борхес). Антологія оповідань, перекладена разом із Мариною Торрес. З іспанської
- Pappersblommor (Flores de papel), 1976 — «Паперові квіти» (Еґон Вольфф). Не надрукований переклад п'єси для Королівського драматичного театру. З іспанської
- Inkräktarna (Los invasores), 1979 — «Загарбники» (Еґон Вольфф). Не надрукований переклад двоактної п'єси для Стокгольмського міського театру. З іспанської
- Denna stjärna för oss alla. Norstedts, 1979 — «Ці зірки для нас усіх» (Янніс Ріцос, Манолес Анангостакіс і Тасос Леватідіс). Вірші, перекладено разом із Хрістосом Папасом. З грецької
- Juan Carlos Piñeyro: Den kluvna maskinen (La máquina escindida). Nordan, 1983 — «Розбита машина» (Хуан Карлос Пінєйро). Разом з іншими перекладачами. З іспанської
- Top girls, 1984 — «Розкішні дівчатка» (Керіл Черчілл). Не надрукований переклад п'єси для Королівського драматичного театру. Перекладено разом із Стіґом Б'єркманом. З англійської
- Sam Shepard: Den svältande klassens förbannelse (The curse of the starving class), 1985 — «Прокляття виснаженого класу» (Сем Шепард). Не надрукований переклад п'єси для Королівського драматичного театру. З англійської
- Bevingade Lejon. Bonniers, 1991, — «Крилатий лев». Антологія чилійської поезії (11 поетів). З іспанської
- Nio gånger Pinter. Ersatz, 2005 — «Дев'ять разів Пінтер» (Гарольд Пінтер). Разом з іншими перекладачами. З англійської

## Сценарії фільмів
- Фільм Gå på vattnet om du kan / «Йди по воді, якщо можеш», 1979

## Нагороди і відзнаки
- 1962 — Стипендія від «Книжкової лотереї»
- 1964 — Стипендія від фонду Альберта Бонніра для молодих письменників
- 1964 — Стипендія від «Книжкової лотереї»
- 1969 — Стипендія «Заохочення літераторів»
- 1978 — Медаль БМФ (за «Мрії про життя»)
- 1979 — Премія Сіґне Екблад-Ельд
- 1984 — Медаль БМФ (за «Медових вовків»)
- 1984 — Літературна премія газети «Свенска даґбладет» (за «Медових вовків»)
- 1986 — Премія Сікстена Геймана
- 1989 — Літературна премія газети «Гетеборг-постен» (за «Нічну пору року»)
- 1991 — Літературна премія АБФ
- 1991 — Орден Бернардо О'Гіґґінза — за внесок у чилійську культуру
- 1991 — Стипендія АБФ
- 1991 — Орден імені Ґабрієлі Містраль